# JWH-019
JWH-019 – organiczny związek chemiczny, syntetyczny kanabinoid otrzymany przez Johna W. Huffmana (stąd akronim JWH). W Polsce od 2011 roku jest w grupie I-N Ustawy o przeciwdziałaniu narkomanii.